# Kate McKinnon
Kathryn McKinnon Berthold (Sea Cliff, 6 de gener de 1984), coneguda professionalment com a Kate McKinnon, és una humorista i actriu estatunidenca. És membre de l'elenc de Saturday Night Live i The Big Gay Sketch Show. Va interpretar la doctora Jillian Holtzmann en la represa de Caçafantasmes. McKinnon és coneguda pels seus personatges i imitacions, com les del cantant Justin Bieber, l'actriu i presentadora Ellen DeGeneres i la política Hillary Clinton. Ha estat nominada a quatre premis Emmy, tres com a millor actriu secundària en sèrie còmica, guanyant-ne un el 2016, i un a la millor lletra i música original.

## Filmografia

### Cinema
| Any  | Títol                          | Paper                           | Notes                     |
| ---- | ------------------------------ | ------------------------------- | ------------------------- |
| 2010 | Mr. Ross                       | Debby                           | Curtmetratge              |
| 2011 | Elizabeth Taylor's Video Will  | Elizabeth Taylor                | Curtmetratge              |
| 2011 | Pudding Face                   | Amy                             | Curtmetratge              |
| 2012 | My Best Day                    | Heather                         |                           |
| 2012 | Hannah Has a Ho-Phase          | Nicky                           |                           |
| 2014 | Life Partners                  | Trace                           |                           |
| 2014 | Balls Out                      | Vicky                           |                           |
| 2015 | Giant Sloth                    | Nina                            | Paper de veu Curtmetratge |
| 2015 | Ted 2                          | D'ella mateixa                  |                           |
| 2015 | Staten Island Summer           | Mrs. Bandini Jr.                |                           |
| 2015 | Sisters                        | Sam                             |                           |
| 2016 | The Angry Birds Movie          | Stella/ Eva                     | Papers de veu             |
| 2016 | Buscant la Dory (Finding Dory) | Esposa de Stan                  | Papers de veu             |
| 2016 | Caçafantasmes (Ghostbusters)   | Dr. Jillian Holtzmann           |                           |
| 2016 | Masterminds                    | Jandice                         |                           |
| 2016 | Office Christmas Party         | Mary Winetoss                   |                           |
| 2017 | Rough Night                    | Pippa                           |                           |
| 2017 | Ballerina                      | Regine Le Haut/ Mare de Felicie | Papers de veu             |
| 2017 | Ferdinand                      | Lupe                            | Paper de veu              |
| 2018 | Irreplaceable You              | Glass Half Full Kate            |                           |
| 2018 | Family                         | Jill                            |                           |
| 2018 | The Spy Who Dumped Me          | Morgan                          |                           |
| 2019 | Yesterday                      | Debra Hammer                    |                           |
| 2019 | Bombshell                      |                                 | Postproducció             |